# Praia Évora
A Praia Évora é uma praia do Arquipélago de São Tomé e Príncipe, localiza-se a Este da ilha do Príncipe entre a Ponta Viro Viro e a Ponta da Mina, frente ao local de Santo António.